# Lusitanosaurus
Lusitanosaurus là một chi khủng long, được de Lapparent & Zbyszewski mô tả khoa học năm 1957.